# Microregione di Aripuanã
Aripuanã è una microregione dello Stato del Mato Grosso appartenente alla mesoregione di Norte Mato-Grossense.

## Comuni
Comprende 8 comuni:
- Aripuanã
- Brasnorte
- Castanheira
- Colniza
- Cotriguaçu
- Juína
- Juruena
- Rondolândia